# Madentherapie

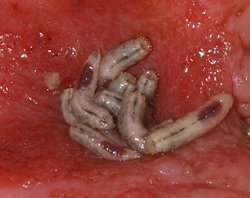
Lucilia-Maden in einer gereinigten Wunde

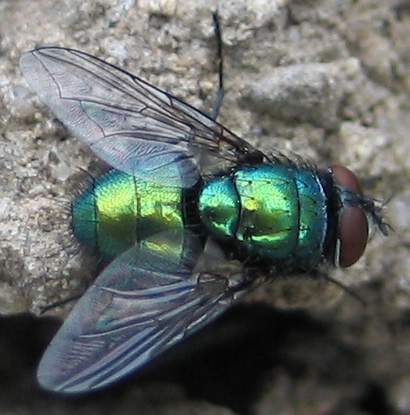
Goldfliege – Gattung Lucilia

Bei der Madentherapie (auch Larventherapie oder Biochirurgie genannt) werden in Speziallaboren gezüchtete, desinfizierte Maden eingesetzt, um chronische Wunden von abgestorbenem (nekrotischem) Gewebe und Bakterienbefall zu befreien. Vornehmlich werden Maden der Goldfliege (Lucilia sericata) verwendet. Die Larven dieser Art ernähren sich von abgestorbenem Gewebe, sie haben keine Zähne und beißen nicht. Allerdings können sie durch ihre Sekrete durchaus auch gesundes Gewebe schädigen.
Die Maden der Goldfliege besitzen eine extrakorporale Vorverdauung (extraintestinale Verdauung); sie geben also Verdauungssäfte ab, um die Nahrung zu verflüssigen, die anschließend aufgenommen wird. Sie werden entweder als „Freiläufer“ eingesetzt, das heißt, sie befinden sich frei beweglich in der Wunde, oder in einem Beutel aus Gaze, der auf die Wunde aufgelegt wird. Die Abgabe der Verdauungssäfte in die Wunde und die Aufnahme des angedauten, verflüssigten Gewebes erfolgt dann durch die Gaze hindurch. Die Verwendung von Maden in Beuteln verringert allerdings die Wirkung deutlich.

## Geschichte

### Bis zum 19. Jahrhundert

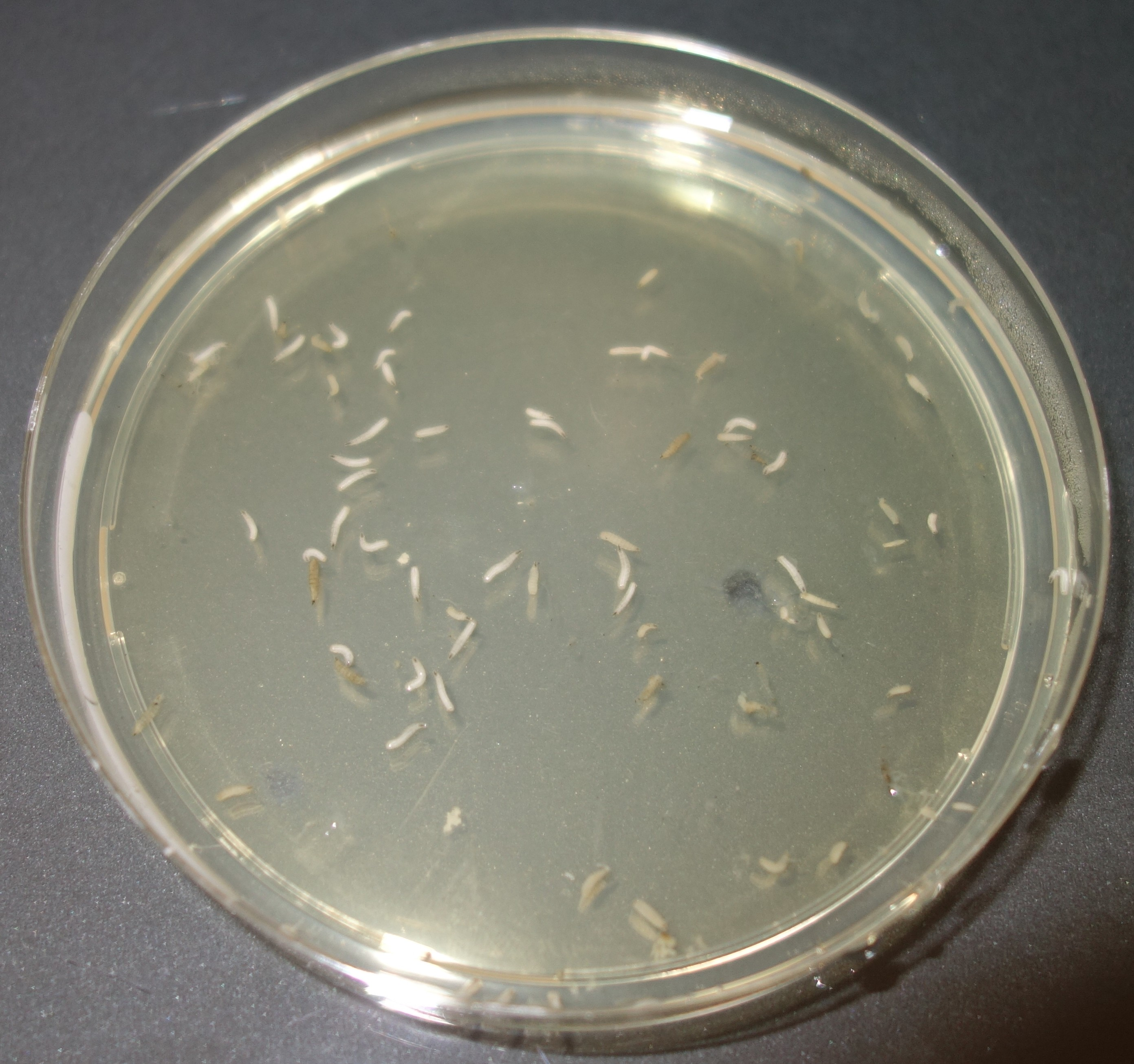
Petrischale mit Lucilia-Larven

Von mehreren Völkern sind Berichte überliefert, dass sie Maden zur Wundreinigung einsetzten. Dazu gehören die Ngemba, ein Stamm der Aborigines in New South Wales, Völker im nördlichen Burma bis in die chinesische Provinz Yunnan und die Maya, die mit Tierblut getränkte Tücher erst in die Sonne und, nachdem Fliegen ihre Eier darauf gelegt hatten, auf die Wunden gelegt haben sollen.
Seit dem 17. Jahrhundert sind in Europa sporadische Berichte über einen Nutzen von Fliegenlarven bei der Wundheilung überliefert, beispielsweise von Hieronymus Fabricius (1537–1619), Ambroise Paré (1510–1590) und 1829 von Dominique Jean Larrey. Larrey, Feldarzt in der französischen Armee, konnte seine Patienten jedoch nicht davon überzeugen, die Maden in den Wunden zu belassen.
Im Amerikanischen Bürgerkrieg setzte der Militärarzt John Forney Zacharias Fliegenmaden gezielt zur Behandlung von Wundbrand ein. Zacharias gab an, dass die Behandlung zu einer schnellen und effektiven Wundheilung und zu einer höheren Überlebensrate der Verwundeten führte.
In diesem Krieg bemerkten auch andere Feldärzte die vorteilhaften Auswirkungen der Infestationen der Wunde. Zu einer weiter verbreiteten gezielten Anwendung kam es jedoch nicht. Die Madentherapie wurde noch in den 1980er-Jahren von Militärärzten empfohlen, wenn keine Alternativen verfügbar waren. Beim Auftreten von Schmerzen wurde den Soldaten empfohlen, die Behandlung abzubrechen, um kein gesundes Gewebe zu verlieren.

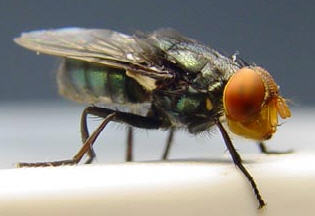
Die Neuwelt-Schraubenwurmfliege (Cochliomyia hominivorax), deren Larven lebendes Gewebe verzehren.

Eines der auftretenden Probleme war die richtige Zuordnung der Larven zu verschiedenen Fliegenarten, insbesondere bei unerwartetem Madenbefall. Es gibt solche, die sich in lebendes Gewebe aktiv einbohren und dieses dabei schädigen, wie beispielsweise die Neuwelt-Schraubenwurmfliege (Cochliomyia hominivorax). Man spricht dann von Myiasis, der Fliegenmadenkrankheit. Dagegen kann sich die Larve der Goldfliege Lucilia sericata nicht auf glatter menschlicher Haut festhalten, sie benötigt ein Fell als Hilfe und befällt daher nur Kleintiere wie Kaninchen oder Schafe. Außerdem wurde Ende des 19. Jahrhunderts die Keimtheorie entwickelt sowie erkannt, dass Fliegen Krankheitserreger übertragen können (s. u.).

### Frühes 20. Jahrhundert
Auch im 20. Jahrhundert fiel die positive Wirkung von Fliegenmaden zunächst im Krieg bei schlechter medizinischer Versorgungslage auf. Die Sterberate bei offenen, infizierten Wunden lag über 70 %. Der US-amerikanische Chirurg Wiliam S. Baer war im Ersten Weltkrieg Feldarzt in Frankreich. Er berichtete später, dass er zwei Soldaten behandelt habe, die sieben Tage verwundet auf einem Schlachtfeld gelegen hatten, und in deren Wunden sich Tausende Fliegenmaden befanden. Nachdem Baer diese entfernt hatte, stellte er fest, dass die Wunden sauber waren und erstaunlich schnell und ohne Komplikationen heilten.
1929 war Baer Professor für orthopädische Chirurgie an der Johns-Hopkins-Universität in Baltimore, Maryland. Hier suchte er nach Therapien für Patienten mit Osteomyelitis (Knochenmarksentzündung), darunter viele Kinder. Bei 21 Patienten mit bis dahin therapieresistenter, chronischer Osteomyelitis setzte Baer in die eröffneten Läsionen über mehrere Wochen alle vier Tage Maden einer heimischen Schmeißfliege ein. Nach zwei Monaten konnten alle 21 Patienten als geheilt entlassen werden.

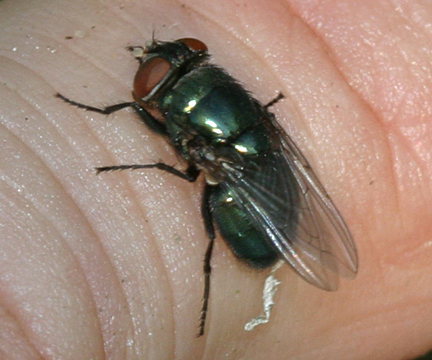
Phormia regina wurde von Pharmaunternehmen für die Wundheilung angeboten.

Ein Problem bei der weiteren Anwendung war die Verseuchung der Maden mit Clostridium tetani, dem Erreger des Wundstarrkrampfs (Tetanus), und Clostridium perfringens, dem häufigsten Erreger des Gasbrands. Um sterile Zuchten zu erhalten, sterilisierte er Eier und gab diese dann zu sterilisiertem Futter, bis sie die gewünschte Größe erreichten. Surgical maggots (chirurgische Maden) der Arten Lucilia sericata und Phormia regina wurden schließlich von Pharmaunternehmen angeboten.
Zwischen 1930 und 1940 wurden über einhundert medizinisch-wissenschaftliche Publikationen zum Thema Madentherapie veröffentlicht. In über 300 amerikanischen Krankenhäusern wurde die Madentherapie in der Praxis angewendet.
Durch die Einführung von Sulfonamiden und Penicillin standen plötzlich andere Mittel zur Wundbehandlung zur Verfügung und der Fortschritt in der Madentherapie kam zum Erliegen. Zwischen 1940 und 1990 erschienen lediglich vereinzelte Artikel, in denen beschrieben wurde, wie die Madentherapie als letzte exotische Behandlung bei hoffnungslosen Fällen eingesetzt wurde.
1988 wurde die Madentherapie von dem Mikrobiologen Milton Wainwright für tot erklärt:

‘Fortunately maggot therapy is now relegated to a historical backwater, of interest more for its bizarre nature than its effect on the course of medical science … a therapy the demise of which no one is likely to mourn.’

„Glücklicherweise ist die Madentherapie heute in historische Sphären verbannt, von Interesse eher wegen ihrer bizarren Natur als wegen ihres Einflusses auf die medizinische Wissenschaft. … Eine Therapie, deren Ableben wohl niemand nachtrauert.“

### Wiederaufleben seit den 1990er Jahren

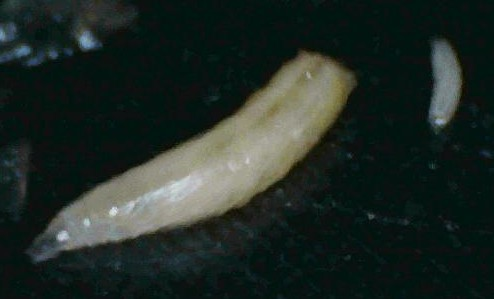
Größenvergleich: rechts, zwei Tage nach dem Schlüpfen – links fünf Tage nach dem Schlüpfen

Ende der 1980er Jahre untersuchten Ronald Sherman und Edward Pechter, Ärzte am Medical Center der University of California, Los Angeles, bei einem Patienten eine zufällig mit Maden infestierte Wunde und beobachteten deren Sauberkeit. Sherman baute daraufhin im Veterans Administration Hospital in Long Beach (Kalifornien) eine Fliegenzucht auf, um sterile Maden zu produzieren, die zur Wundbehandlung eingesetzt wurden. Erste Studien in den 1990er Jahren zeigten einen schnelleren Abbau von nekrotischem Gewebe als andere Methoden.
1995 wurde in Wales eine erste europäische Produktionsstätte für Goldfliegen-Larven aufgebaut. ZooBiotic lieferte innerhalb von drei Jahren über 5.000 Einheiten an Krankenhäuser und niedergelassene Ärzte.
In Deutschland ist nur noch die Firma Biomonde als Hersteller und Vertreiber von Fliegenmaden aktiv. Biomonde wurde am 4. Mai 2010 von ZooBiotic übernommen.
2002 wendeten über 1.000 Kliniken, Krankenhäuser und Arztpraxen die Madentherapie an. Die Larvenprodukte der Biomonde sind seit Februar 2014 in Deutschland als Fertigarzneimittel zugelassen.
Die Wirksamkeit der Madentherapie gegen Wundinfektionen – beispielsweise bei der postoperativen Wundbehandlung – ist 2004 von der Food and Drug Administration (FDA), der amerikanischen Arzneimittelzulassungsbehörde, anerkannt worden.

## Wirkung und Anwendung

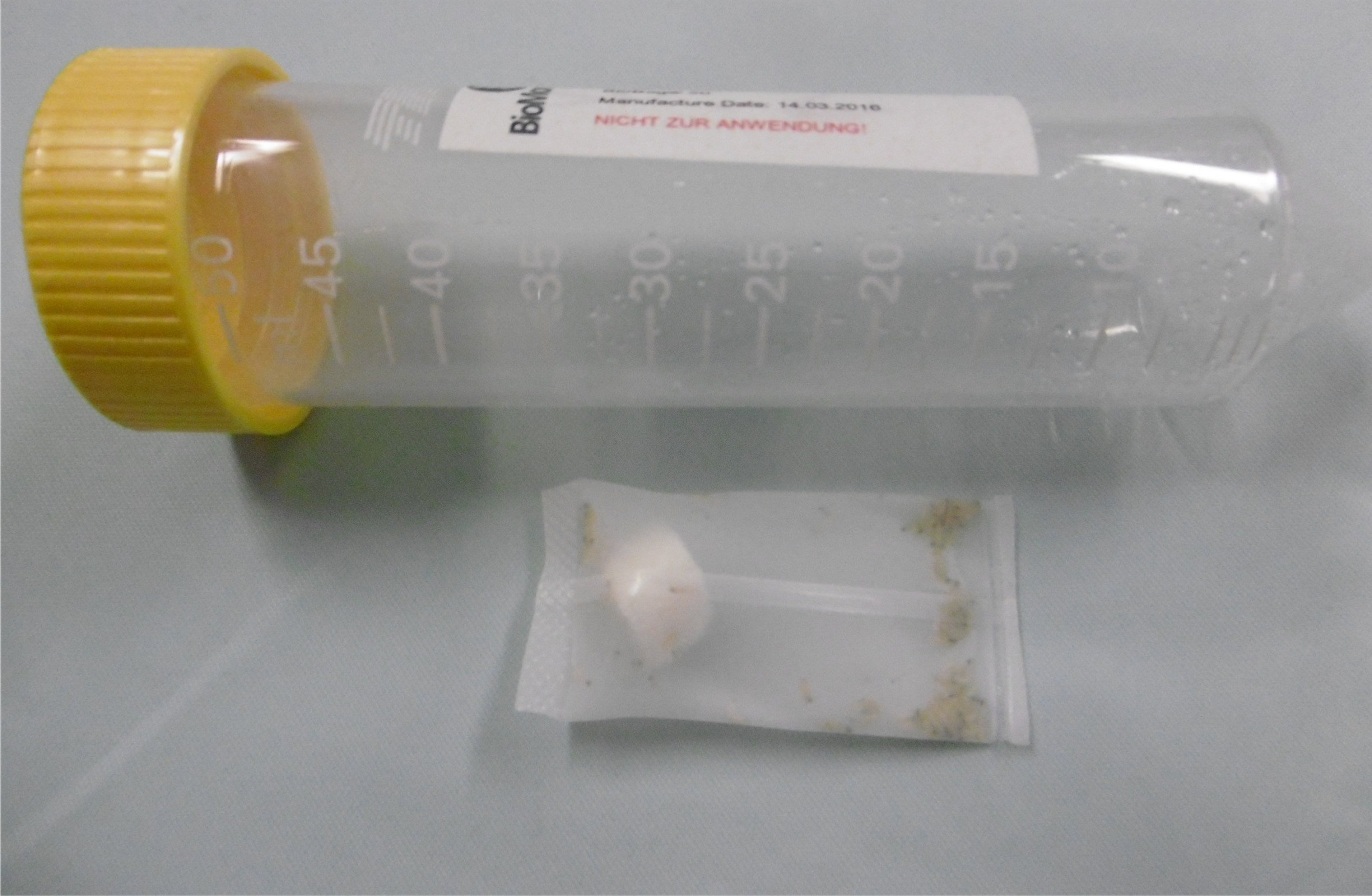
Larven der Lucilia sericata zur Madentherapie im Gazebeutel (BioBag)

### Abbau von nekrotischen Wundbelägen
Viele chronische Wunden sind von einem Belag aus abgestorbenen Zellen und Wundexsudat bedeckt. Diese Beläge behindern Wundbeobachtung, -beurteilung und auch die Wundheilung, da sie zum einen ein mechanisches Hindernis bei der Wundbehandlung darstellen und zum anderen vom Blutkreislauf und somit vom körpereigenen Immunsystem abgeschnitten sind. Die Wundbeläge stellen ideale Nährböden für Bakterien dar, die ihrerseits die Wundheilung behindern. Durch den Bakterienbefall kann eine Gangrän genannte Form der Gewebenekrose hervorgerufen werden, und in Extremfällen kann es zu einem Multiorganversagen kommen, wenn aus der Grenzzone zwischen nekrotischem und intaktem Gewebe toxische oder immunsuppressive (Immunreaktionen unterdrückende) Stoffe in den Blutkreislauf gelangen.
Da die Goldfliegenmaden sich von nekrotischem Material ernähren, stellen die Wundbeläge eine ideale Nahrungsquelle für sie dar. Die Goldfliegenlarven werden auf die zu behandelnde Wunde aufgebracht und scheiden dort Verdauungssäfte aus. Die darin enthaltenen Enzyme dauen das Gewebe an und verflüssigen es. Das sich bildende Gemisch wird von den Goldfliegenmaden aufgesaugt und verdaut. Dabei nehmen die Goldfliegenmaden in wenigen Tagen um das Einhundertfache an Gewicht zu. Dann stellen sie die Nahrungsaufnahme ein und müssen durch neue, frisch geschlüpfte Goldfliegenmaden mit entsprechendem Appetit ersetzt werden. Nach mehreren Anwendungen bleibt eine vom nekrotischen Wundbelag befreite Wunde zurück, die dann weiterbehandelt werden kann. Eine beschleunigte Wundheilung ist durch die Wundreinigung nicht zu erwarten.

### Selektive bakterizide Wirkung

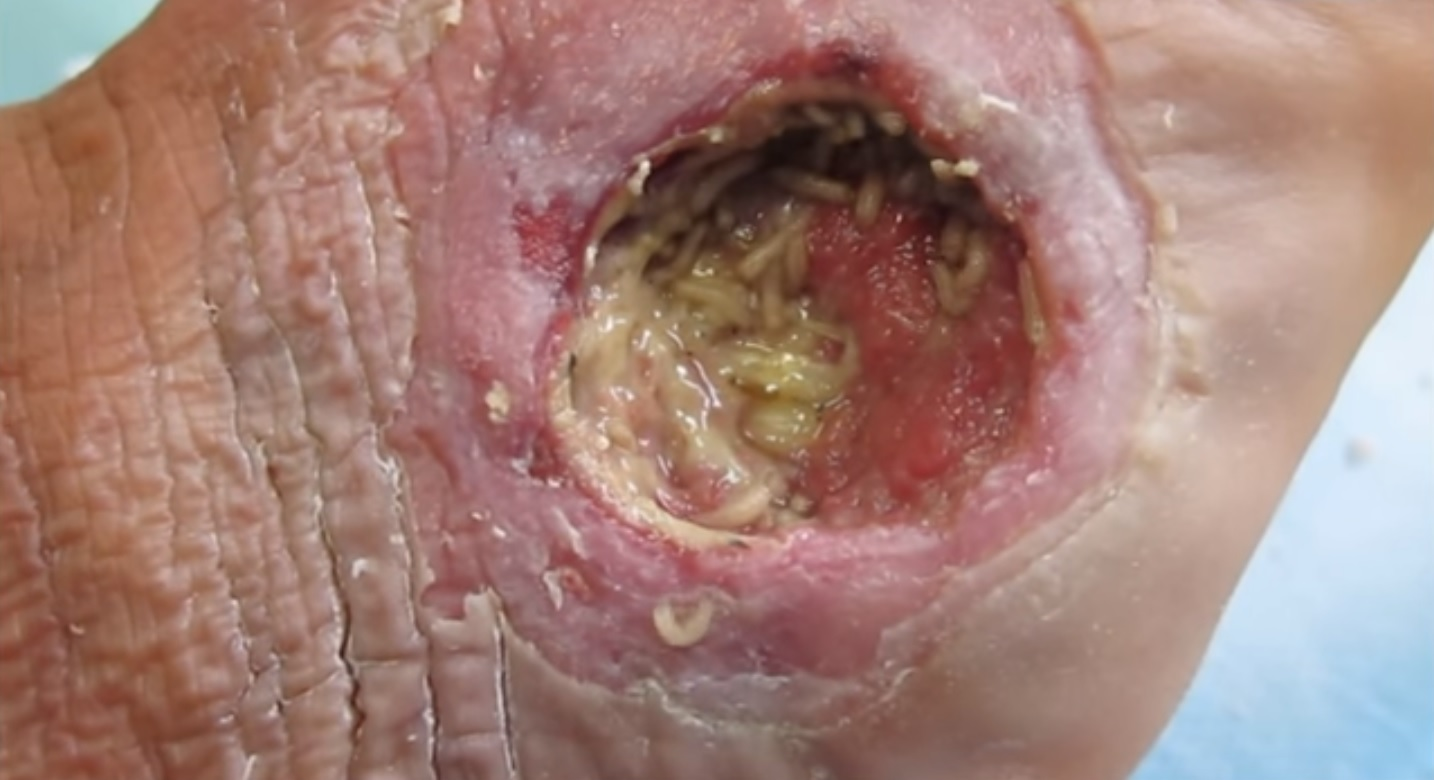
Madentherapie bei einer infizierten Wunde bei Diabetischem Fußsyndrom

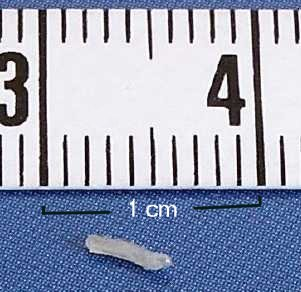
Made von Lucilia.

Die Goldfliegenmaden beseitigen Bakterien, indem sie eine eigene Gruppe von antibakteriellen Stoffen (Defensine) und Seraticin produzieren und den pH-Wert in der Wunde durch Ausscheidung von Ammoniak und Ammoniakderivaten auf ein für Bakterien wenig verträgliches Niveau anheben. Danach werden die abgetöteten Bakterien zusammen mit dem angedauten, abgestorbenen Gewebe aufgesaugt und verdaut.
Dabei ist unerheblich, ob die Bakterien gegen einzelne Antibiotika resistent sind oder gar Multiresistenzen besitzen. Aus diesem Grund wird die Madentherapie auch bei Wunden angewandt, die mit MRSA-Stämmen oder anderen multiresistenten Bakterien infiziert sind. Eine Übersichtsarbeit über die Inhaltsstoffe der Maden und deren Wirkungen ist in dem Buch „Nature helps...“ des Parasitologen Heinz Mehlhorn zu finden.
In einer Laborstudie stellte sich heraus, dass Lucilia sericata-Larven empfindlich auf Pseudomonas aeruginosa-Bakterien reagieren und absterben können. Sie sind also nicht in der Lage, alle Bakterien zu beseitigen, die in Wunden vorkommen können.

### Nebenwirkungen
Etwa 20 bis 35 Prozent der Patienten mit Wunden empfinden zusätzliche Schmerzen und benötigen Schmerzmittel (Analgetika). Ursache ist die Andauung der nichtnekrotischen Wundränder.

### Anwendungsbeispiele
Neben der Knochenmarksentzündung (Osteomyelitis) und der diabetischen Gangrän, bei der Gewebe abstirbt, wird die Madentherapie auch bei Unterschenkelgeschwüren (Ulcus cruris) und bei entzündlichen Druckstellen (Dekubitus) angewendet.

### Vergleich mit anderen Methoden
Eine randomisierte Studie aus dem Jahr 2009 an 267 Patienten mit einem Ulcus cruris (offenes Bein) verglich die Madentherapie mit Lucilia sericata und eine konventionelle Therapie, bei der ein Hydrogel aufgelegt wurde. Zwar wurde abgestorbenes Gewebe bei der Madentherapie schneller abgebaut (Débridement; zwei bis drei statt zehn Wochen), die Dauer der Wundheilung war jedoch nicht signifikant unterschiedlich, der Medianwert lag jeweils um 240 Tage. Dies galt unabhängig davon, ob die Maden frei oder in einem Gazenetz auf die Wunde aufgebracht wurden. Patienten der Madentherapie hatten gegen Ende der ersten Anwendung der Maden signifikant mehr Wundschmerzen. Die verursachten Kosten waren vergleichbar. Die Autoren der Studie empfehlen daher, bei der Entscheidung für eine Therapie den Patientenwunsch und deren Schmerzerfahrung mit den Maden zu berücksichtigen.

### Eingesetzte Fliegenarten
Lucilia sericata wurde seit der Studie von Baer 1931 am weitaus häufigsten eingesetzt. Die Verwendung von anderen Calliphoridae-Arten wurde jeweils in nur vier (Phormia regina), zwei (Lucilia caesar) oder einer Studie beschrieben (Calliphora vicina, Chiysomya rufifacies. Lucilia caesar, Lucilia cuprina, Lucilia ilhatris, Protophormia terraenovae). Ebenfalls in einer Studie wurde die Sarcophagidae-Art Wohlfahrtia nuba verwendet.
Stand 2009 ist in den USA eine bestimmte Zuchtlinie (Stamm LB-01) der Art Lucilia sericata zum Verkauf zugelassen.